# Heathen Chemistry
Heathen Chemistry ist das fünfte Studioalbum der britischen Rockband Oasis. Es erschien im Juli 2002, avancierte zum Nummer-eins-Hit in einigen europäischen Ländern sowie zum Millionenseller im Vereinigten Königreich.

## Entstehung und Veröffentlichung
Die Erstveröffentlichung von Heathen Chemistry erfolgte am 1. Juli 2002 bei Big Brother Records. Das Album erschien in seiner Originalausführung als CD mit elf Titeln (Katalognummer: 508666 2). Am 3. Juli 2009 erschien es erstmals als LP-Ausführung (Katalognummer: RKIDLP25X).
Geschrieben wurden die Lieder von den Oasis-Mitgliedern Gem Archer (1 Lied), Andy Bell (1 Lied), Liam Gallagher (3 Lieder) und Noel Gallagher (6 Lieder). Noel Gallagher zeichnete zudem, zusammen mit Owen Morris, für die Produktion verantwortlich.

## Inhalt

### Aufnahmen
Es ist das erste Oasis-Studioalbum, das mit den neuen Mitgliedern, dem Bassisten Andy Bell und dem Gitarristen Gem Archer aufgenommen wurde. Bell und Archer steuerten je einen Song bei, Liam Gallagher schrieb drei, so dass dieses Album endgültig das Ende Noel Gallaghers künstlerischer Alleinherrschaft markiert. Liam schrieb bereits für das vorige Album Standing on the Shoulder of Giants das Stück Little James. Dieser Trend wurde auf dem nächsten Album Don’t Believe the Truth fortgesetzt, auf dem weniger als die Hälfte der Songs aus Noel Gallaghers Feder stammten. Außerdem ist zum letzten Mal der langjährige Schlagzeuger Alan White zu hören, der wegen fehlender Einsatzbereitschaft für Aufnahmen im Jahre 2004 aus der Band geworfen wurde.

### Sound
Beim Sound des Albums kehrten Oasis zurück zu ihren Wurzeln. Nach den beiden musikalisch stark überladenen Alben Be Here Now und Standing on the Shoulder of Giants strebte die Band einen einfacher strukturierten Sound an. Die Gitarren klingen Oasis-typisch laut und eingängig, sind aber nicht derartig überpräsent wie auf den Aufnahmen im Jahr 1997.
Es gibt kurze, auf akustischen Gitarren gespielte Stücke (Songbird, She Is Love), die Stadionrock-Hymnen (Little by Little, Stop Crying Your Heart Out), Drei-Akkorde-Rocker (The Hindu Times, Hung in a Bad Place) und experimentellere Songs, auf denen die Band ungewohnte Songstrukturen (Born on a Different Cloud) und Rhythmen (Better Man, A Quick Peep) ausprobiert.

### Leak
Alle elf Songs des Albums waren drei Monate vor Veröffentlichung bereits im Internet aufgetaucht. Die endgültigen Versionen der Songs Little by Little und Better Man unterschieden sich allerdings minimal von den lancierten Versionen.

### Namensgebung
Der Titel des Albums wurde durch ein T-Shirt mit dem Aufdruck „The Society of Heathen Chemists“ inspiriert, welches Noel auf Ibiza gekauft hat. Auf ähnliche Weise kam der Song The Hindu Times zu seinem Namen: Noel erblickte einen entsprechenden Schriftzug auf einem T-Shirt während Fotoaufnahmen für die „100 Greatest Guitarists“ Ausgabe des GQ Magazins. Ursprünglich war der Track ein Instrumentalstück; allen Instrumentalstücken der Aufnahmen wurden richtige Namen gegeben anstelle von Ordnungsbezeichnungen wie Instrumental 1 und so weiter.

## Titelliste
1. The Hindu Times (Noel Gallagher) – 3:49
2. Force of Nature (Noel Gallagher) – 4:51
3. Hung in a Bad Place (Gem Archer) – 3:28
4. Stop Crying Your Heart Out (Noel Gallagher) – 4:59
5. Songbird (Liam Gallagher) – 2:07
6. Little by Little (Noel Gallagher) – 4:52
7. A Quick Peep (Andy Bell) – 1:17
8. (Probably) All in the Mind (Noel Gallagher) – 4:02
9. She Is Love (Noel Gallagher) – 3:09
10. Born on a Different Cloud (Liam Gallagher) – 6:08
11. Better Man (Liam Gallagher) – 38:02 (Lied endet nach 4:20)

enthält Hidden Track nach 33:13: The Cage – 4:49

## Singleauskopplungen
Alle vier ausgekoppelten Singles rückten in die Top 3 der britischen Charts: The Hindu Times, ihre sechste Nummer eins im Vereinigten Königreich, Stop Crying Your Heart Out, die Hymne der BBC für das Ausscheiden der englischen Fußballnationalmannschaft aus der WM 2002, die Doppel A-Seite Little by Little / She Is Love – beide von Noel gesungen – und Songbird, die erste von Liam verfasste Single. Ein Ausschnitt von Hung in a Bad Place wurde für Fernsehspots der Damenunterwäschelinie Victoria’s Secret in den Vereinigten Staaten verwendet.
Singles in den Charts

| Jahr | Titel                          | Höchstplatzierung, Gesamtwochen, AuszeichnungChartplatzierungen (Jahr, Titel, , Platzierungen, Wochen, Auszeichnungen, Anmerkungen) | Höchstplatzierung, Gesamtwochen, AuszeichnungChartplatzierungen (Jahr, Titel, , Platzierungen, Wochen, Auszeichnungen, Anmerkungen) | Höchstplatzierung, Gesamtwochen, AuszeichnungChartplatzierungen (Jahr, Titel, , Platzierungen, Wochen, Auszeichnungen, Anmerkungen) | Höchstplatzierung, Gesamtwochen, AuszeichnungChartplatzierungen (Jahr, Titel, , Platzierungen, Wochen, Auszeichnungen, Anmerkungen) | Höchstplatzierung, Gesamtwochen, AuszeichnungChartplatzierungen (Jahr, Titel, , Platzierungen, Wochen, Auszeichnungen, Anmerkungen) | Anmerkungen                                                  |
| Jahr | Titel                          | DE | AT | CH | UK | US | Anmerkungen                                                  |
| ---- | ------------------------------ | --- | --- | --- | --- | --- | ------------------------------------------------------------ |
| 2002 | The Hindu Times                | DE30 (5 Wo.)DE | AT29 (7 Wo.)AT | CH15 (7 Wo.)CH | UK1 Silber · (11 Wo.)UK | — | Erstveröffentlichung: 15. April 2002 Verkäufe: + 200.000     |
| 2002 | Stop Crying Your Heart Out     | DE48 (3 Wo.)DE | AT41 (5 Wo.)AT | CH48 (14 Wo.)CH | UK2 ×2Doppelplatin · (20 Wo.)UK | — | Erstveröffentlichung: 17. Juni 2002 Verkäufe: + 1.250.000    |
| 2002 | Little by Little / She Is Love | DE65 (4 Wo.)DE | — | CH83 (6 Wo.)CH | UK2 Platin · (13 Wo.)UK | — | Erstveröffentlichung: 23. September 2002 Verkäufe: + 600.000 |
| 2003 | Songbird                       | DE81 (1 Wo.)DE | — | CH94 (1 Wo.)CH | UK3 Gold · (11 Wo.)UK | — | Erstveröffentlichung: 3. Februar 2003 Verkäufe: + 400.000    |

## Rezeption
Die Fachpresse gab keine einheitliche Bewertung ab. Der grundlegende Tenor ist, dass dieses Album besser als seine zwei Vorgänger sei, jedoch sind die Ansichten, ob es sich um ein hochklassiges oder ein eher mittelmäßiges Album halte, verschieden. Singles wie Stop Crying Your Heart Out und Liam Gallaghers Beiträge wie Songbird wurden durchweg gelobt, jedoch wurde dem Album fehlende Qualität im Vergleich mit früheren Werken attestiert. Die häufigsten Kritikpunkte waren die fehlende Innovation, das starre Beibehalten alter Songschemata und die Produktion. Dieses Urteil ist mittlerweile auch unter einem Teil der Anhänger verbreitet, obwohl das Album die Fan-Euphorie insbesondere in Großbritannien und Italien wiederzubeleben schien und starke Verkaufszahlen verbuchen konnte. Noel Gallagher selbst betitelte das Album seiner Zeit als eines seiner besten, wenngleich er anmerkte, dass die Band musikalisch noch nicht da stünde, wo er sie sich vorstellte.

## Kommerzieller Erfolg

### Chartplatzierungen
| ChartsChartplatzierungen       | Höchstplatzierung | Wochen |
| ------------------------------ | ----------------- | ------ |
| Deutschland (GfK)              | 4 (14 Wo.)        | 14     |
| Österreich (Ö3)                | 4 (12 Wo.)        | 12     |
| Schweiz (IFPI)                 | 1 (17 Wo.)        | 17     |
| Vereinigte Staaten (Billboard) | 23 (5 Wo.)        | 5      |
| Vereinigtes Königreich (OCC)   | 1 (50 Wo.)        | 50     |

| ChartsJahrescharts (2002)    | Platzierung |
| ---------------------------- | ----------- |
| Deutschland (GfK)            | 82          |
| Schweiz (IFPI)               | 33          |
| Vereinigtes Königreich (OCC) | 10          |

### Auszeichnungen für Musikverkäufe
Heathen Chemistry verkaufte sich laut Quellen weltweit mehr als 4,5 Millionen Mal, davon sind 1,5 Millionen durch Schallplattenauszeichnungen belegt.
| Land/Region                  | Auszeichnungen für Musikverkäufe (Land/Region, Auszeichnung, Verkäufe) | Verkäufe    |
| ---------------------------- | ---------------------------------------------------------------------- | ----------- |
| Argentinien (CAPIF)          | Gold                                                                   | 20.000      |
| Australien (ARIA)            | Gold                                                                   | 35.000      |
| Europa (IFPI)                | Platin                                                                 | (1.000.000) |
| Japan (RIAJ)                 | Platin                                                                 | 200.000     |
| Kanada (MC)                  | Gold                                                                   | 50.000      |
| Schweden (IFPI)              | Gold                                                                   | 30.000      |
| Schweiz (IFPI)               | Gold                                                                   | 20.000      |
| Vereinigtes Königreich (BPI) | 4× Platin                                                              | 1.200.000   |
| Insgesamt                    | 5× Gold · 6× Platin ·                                                  | 1.555.000   |

Hauptartikel: Oasis/Auszeichnungen für Musikverkäufe